# Europameisterschaften der Rhythmischen Sportgymnastik 1992
Die VIII. Europameisterschaften der Rhythmischen Sportgymnastik fanden zwischen dem 4. und 7. Juni 1992 in Stuttgart, Deutschland statt. Das Wettkampfprogramm wurde gegenüber 1990 in zwei Punkten geändert. In den Einzeldisziplinen wurde an Stelle mit dem Band mit den Keulen geturnt. Im Gruppenwettkampf wurden drei Seile und drei Bälle sowie sechs Bänder benutzt. Nach dem Zerfall der Sowjetunion traten die ehemaligen Sowjetathletinnen für ihre unabhängigen Staaten an. Ebenso traten Sportlerinnen aus dem ehemaligen Jugoslawien für ihre unabhängig gewordenen Staaten an.

## Ergebnisse

### Einzelmehrkampf
Zur Ermittlung des Gesamtstandes wurden die Punkte aus den Teildisziplinen Seil, Reifen, Ball und Keulen zusammenaddiert.
Die besten 26 Starterinnen des Vorkampfes turnten eine weitere Runde im Finale, wobei nur zwei Starterinnen pro Nation erlaubt waren. Die besten acht Starterinnen der Teildisziplinen (hier kursiv vorgehoben) bestritten die vier Gerätefinals.
Zur Ermittlung der Mannschaftswertung wurden alle Punkte der Turnerinnen (drei pro Mannschaft) aus der Vorrunde zusammenaddiert.

#### Vorkampf

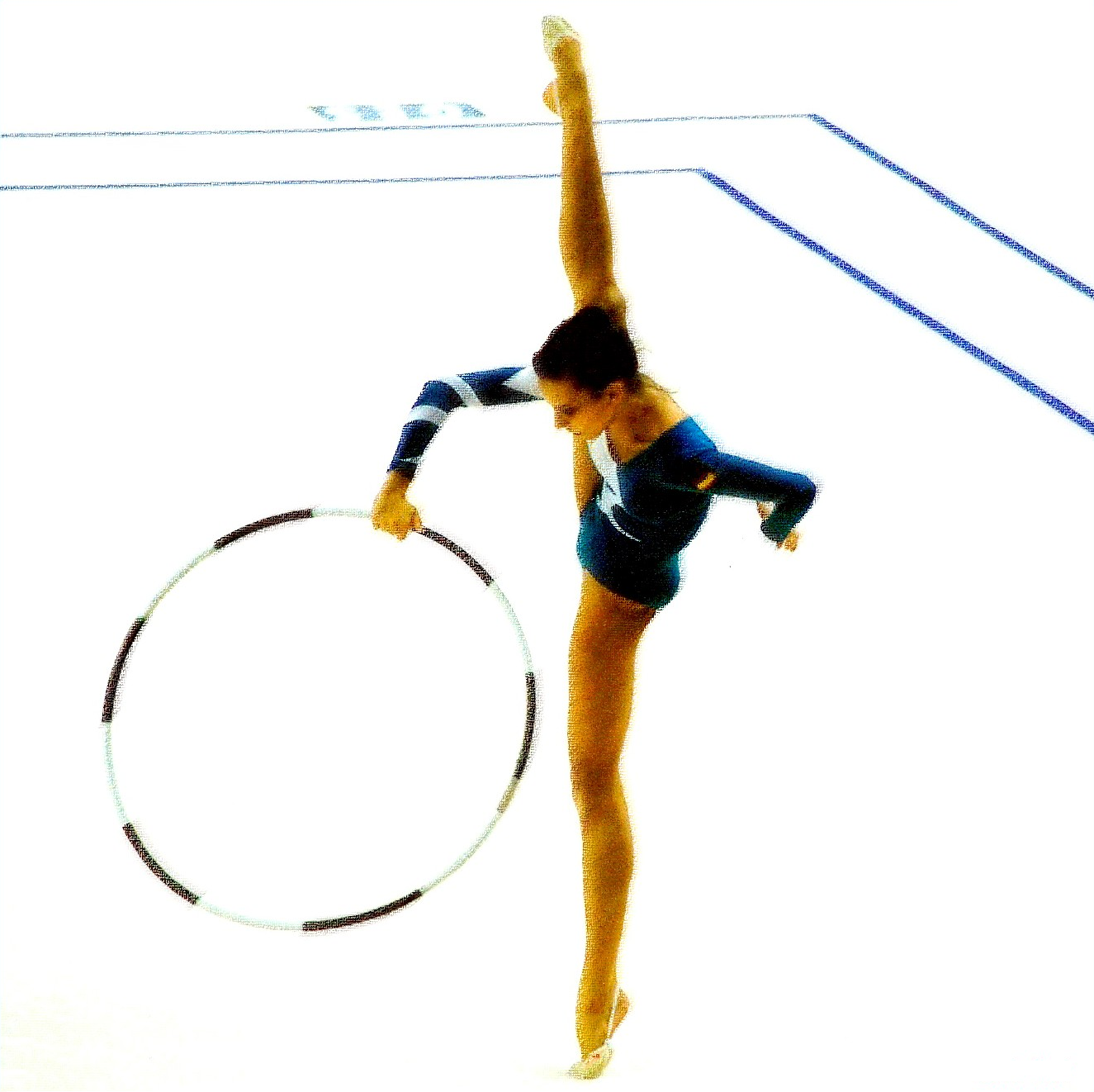
Carmen Acedo (ESP)

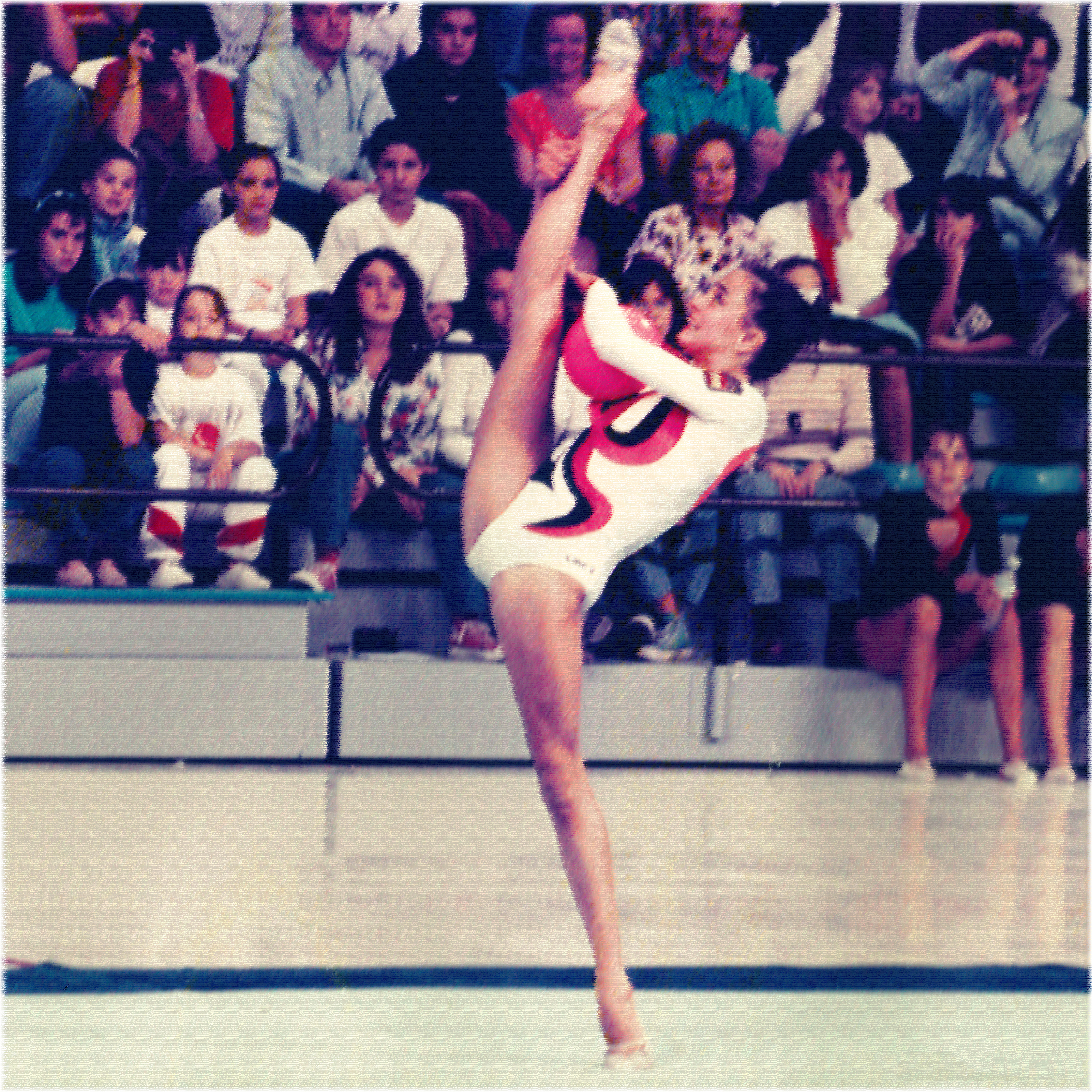
Carolina Pascual (ESP)

| Platz | Land                   | Athletin                | Seil   | Reifen | Ball   | Keulen | Gesamt |
| ----- | ---------------------- | ----------------------- | ------ | ------ | ------ | ------ | ------ |
| 1     | Russland               | Oksana Kostina          | 10,000 | 10,000 | 10,000 | 10,000 | 40,000 |
| 2     | Belarus                | Laryssa Lukjanenka      | 10,000 | 9,800  | 9,800  | 10,000 | 39,600 |
| 2     | Ukraine                | Oleksandra Tymoschenko  | 9,800  | 9,800  | 10,000 | 10,000 | 39,600 |
| 4     | Bulgarien              | Maria Petrova           | 9,850  | 10,000 | 9,950  | 9,700  | 39,500 |
| 5     | Ukraine                | Oksana Skaldina         | 10,000 | 10,000 | 9,600  | 9,800  | 39,400 |
| 6     | Bulgarien              | Dimitrinka Todorova     | 9,800  | 9,800  | 9,800  | 9,800  | 39,200 |
| 7     | Bulgarien              | Diana Popova            | 9,900  | 9,800  | 9,650  | 9,750  | 39,100 |
| 8     | Spanien                | Carolina Pascual        | 9,750  | 9,725  | 9,800  | 9,700  | 38,975 |
| 9     | Rumänien               | Irina Deleanu           | 9,700  | 9,700  | 9,700  | 9,800  | 38,900 |
| 10    | Deutschland            | Christiane Klumpp       | 9,700  | 9,700  | 9,700  | 9,700  | 38,800 |
| 11    | Polen                  | Joanna Bodak            | 9,700  | 9,750  | 9,550  | 9,700  | 38,700 |
| 12    | Italien                | Samantha Ferrari        | 9,600  | 9,800  | 9,750  | 9,500  | 38,650 |
| 12    | Belarus                | Elena Schamatulskaja    | 9,450  | 9,700  | 9,800  | 9,700  | 38,650 |
| 14    | Spanien                | Carmen Acedo            | 9,500  | 9,600  | 9,700  | 9,750  | 38,550 |
| 14    | Italien                | Irene Germini           | 9,700  | 9,550  | 9,600  | 9,700  | 38,550 |
| 16    | Tschechoslowakei       | Lenka Oulehlova         | 9,550  | 9,600  | 9,650  | 9,650  | 38,450 |
| 17    | Polen                  | Eliza Bialkowska        | 9,550  | 9,650  | 9,550  | 9,600  | 38,350 |
| 17    | Spanien                | Casa de la Espinoza     | 9,550  | 9,700  | 9,600  | 9,500  | 38,350 |
| 19    | Deutschland            | Magdalena Brzeska       | 9,550  | 9,350  | 9,500  | 9,600  | 38,000 |
| 19    | Italien                | Vania Conte             | 9,500  | 9,500  | 9,450  | 9,550  | 38,000 |
| 19    | Tschechoslowakei       | Jana Vesela             | 9,550  | 9,400  | 9,400  | 9,650  | 38,000 |
| 19    | Deutschland            | Michaela Ziegler        | 9,500  | 9,450  | 9,500  | 9,550  | 38,000 |
| 23    | Russland               | Julia Rosliakowa        | 9,350  | 9,450  | 9,600  | 9,550  | 37,950 |
| 24    | Russland               | Amina Saripowa          | 9,475  | 9,450  | 9,550  | 9,450  | 37,925 |
| 25    | Griechenland           | Maria Sansaridou        | 9,400  | 9,600  | 9,200  | 9,550  | 37,750 |
| 26    | Belarus                | Tatjana Ogrisko         | 9,400  | 9,450  | 9,400  | 9,450  | 37,700 |
| 27    | Ungarn                 | Viktoria Frater         | 9,450  | 9,500  | 9,500  | 9,000  | 37,450 |
| 27    | Ungarn                 | Andrea Szalay           | 9,400  | 9,350  | 9,300  | 9,400  | 37,450 |
| 29    | Rumänien               | Ancuta Goia             | 9,400  | 9,400  | 9,350  | 9,250  | 37,400 |
| 29    | Polen                  | Katarzyna Skorupinska   | 9,300  | 9,500  | 9,300  | 9,300  | 37,400 |
| 31    | Griechenland           | Areti Sinapidou         | 9,250  | 9,250  | 9,300  | 9,400  | 37,200 |
| 31    | Tschechoslowakei       | Jana Srmakova           | 9,250  | 9,350  | 9,300  | 9,300  | 37,200 |
| 33    | Frankreich             | Celine Degrange         | 9,250  | 9,150  | 9,400  | 9,300  | 37,100 |
| 33    | Frankreich             | Sarah Moreno            | 9,300  | 9,350  | 9,300  | 9,150  | 37,100 |
| 33    | Portugal               | Clara Picarra           | 9,200  | 9,250  | 9,250  | 9,400  | 37,100 |
| 36    | Finnland               | Hanna Laiho             | 9,400  | 8,800  | 9,325  | 9,500  | 37,025 |
| 37    | Litauen                | Tatiana Kotik           | 9,250  | 9,350  | 9,200  | 9,200  | 37,000 |
| 38    | Litauen                | Jurate Asamitauskaite   | 9,250  | 8,950  | 9,300  | 9,350  | 36,850 |
| 39    | Israel                 | Tali Kedoshim           | 9,150  | 9,150  | 9,200  | 9,200  | 36,700 |
| 40    | Estland                | Janika Moelder-Maalmann | 8,900  | 9,250  | 9,300  | 9,200  | 36,650 |
| 41    | Ukraine                | Viktoria Jani           | 9,150  | 9,350  | 8,700  | 9,400  | 36,600 |
| 42    | Rumänien               | Alina Voinea            | 9,000  | 9,250  | 9,200  | 9,100  | 36,550 |
| 43    | Vereinigtes Königreich | Debbie Southwick        | 9,100  | 9,250  | 9,150  | 9,000  | 36,500 |
| 43    | Finnland               | Tehri Ukkonen           | 9,150  | 8,950  | 9,400  | 9,000  | 36,500 |
| 45    | Ungarn                 | Eva Gyulai              | 9,000  | 9,250  | 9,150  | 9,000  | 36,400 |
| 45    | Belgien                | Cindy Stollenberg       | 9,150  | 9,000  | 9,050  | 9,200  | 36,400 |
| 47    | Portugal               | Sonia Bernardes         | 9,000  | 9,150  | 9,100  | 9,000  | 36,250 |
| 47    | Norwegen               | Kristine Ingvaldsen     | 9,050  | 9,250  | 8,950  | 9,000  | 36,250 |
| 49    | Israel                 | Rita Dobrinski          | 8,850  | 9,200  | 9,050  | 9,050  | 36,150 |
| 50    | Vereinigtes Königreich | Viva Seifert            | 8,850  | 9,050  | 9,000  | 9,100  | 36,000 |
| 50    | Frankreich             | Eva Serrano             | 8,900  | 9,100  | 8,900  | 9,100  | 36,000 |
| 52    | Israel                 | Ady Gonen               | 9,000  | 8,800  | 9,100  | 9,050  | 35,950 |
| 53    | Lettland               | Inese Medweska          | 8,750  | 9,000  | 9,200  | 8,950  | 35,950 |
| 54    | Österreich             | Tanja Alge              | 9,000  | 8,800  | 8,950  | 9,050  | 35,800 |
| 55    | Griechenland           | Vagia Sioka             | 8,950  | 9,050  | 8,850  | 8,900  | 35,750 |
| 56    | Lettland               | Iewa Sneskowa           | 8,850  | 9,100  | 9,000  | 8,700  | 35,650 |
| 57    | Slowenien              | Monika Podpecan         | 8,850  | 8,950  | 8,950  | 8,850  | 35,600 |
| 58    | Finnland               | Mia Putkonen            | 8,950  | 8,500  | 9,000  | 9,100  | 35,550 |
| 59    | Niederlande            | Vanessa Bernhart        | 8,750  | 8,850  | 9,000  | 8,750  | 35,350 |
| 60    | Niederlande            | Linda Scigliano         | 8,800  | 8,850  | 9,000  | 8,600  | 35,350 |
| 61    | Schweden               | Sofia Hedman            | 8,800  | 8,800  | 8,900  | 8,700  | 35,200 |
| 62    | Norwegen               | Stine Ostvold           | 8,750  | 8,700  | 8,900  | 8,750  | 35,100 |
| 63    | Norwegen               | Marianne Myhrer         | 8,550  | 8,900  | 8,900  | 8,700  | 35,050 |
| 63    | Vereinigtes Königreich | Alitia Sands            | 8,800  | 8,700  | 8,750  | 8,800  | 35,050 |
| 65    | Niederlande            | Anna Johannesson        | 8,750  | 8,950  | 8,750  | 8,550  | 35,000 |
| 66    | Portugal               | Angela Lima             | 8,600  | 8,550  | 8,850  | 8,900  | 34,900 |
| 66    | Österreich             | Ruth Schneeberger       | 8,500  | 8,950  | 8,600  | 8,850  | 34,900 |
| 68    | Zypern                 | Christina Loizou        | 8,750  | 8,800  | 8,650  | 8,600  | 34,800 |
| 69    | Zypern                 | Anna Kimonos            | 8,800  | 8,750  | 8,400  | 8,700  | 34,650 |
| 70    | Monaco                 | Anne Faure              | 8,200  | 8,700  | 8,800  | 8,650  | 34,350 |
| 70    | Slowenien              | Mojca Znidaric          | 8,600  | 8,550  | 8,500  | 8,700  | 34,350 |
| 72    | Schweden               | Marlene Svensson        | 8,400  | 8,600  | 8,550  | 8,550  | 34,100 |
| 73    | Kroatien               | Larisa Lipovac          | 8,100  | 8,400  | 8,650  | 8,350  | 33,500 |
| 73    | Slowenien              | Zala Zaletel            | 8,700  | 8,000  | 8,350  | 8,450  | 33,500 |
| 75    | Österreich             | Sabine Michlfeit        | 8,100  | 8,450  | 8,700  | 8,150  | 33,400 |
| 76    | Dänemark               | Stine Hastrup           | 8,650  | 7,450  | 8,550  | 8,400  | 33,050 |
| 77    | Dänemark               | Tine Andersen           | 8,600  | 6,950  | 7,850  | 7,950  | 31,250 |
| 78    | Belgien                | Nathalie Ragolle        | 8,350  | 8,800  | –      | –      | 17,150 |

#### Finale
| Platz | Land             | Athletin               | Seil   | Reifen | Ball   | Keulen | Gesamt |
| ----- | ---------------- | ---------------------- | ------ | ------ | ------ | ------ | ------ |
| 1     | Bulgarien        | Maria Petrova          | 10,000 | 10,000 | 10,000 | 10,000 | 40,000 |
| 2     | Ukraine          | Alexandra Timotschenko | 10,000 | 10,000 | 9,800  | 10,000 | 39,800 |
| 3     | Russland         | Oksana Kostina         | 10,000 | 10,000 | 9,725  | 10,000 | 39,800 |
| 4     | Belarus          | Laryssa Lukjanenka     | 9,800  | 9,750  | 10,000 | 10,000 | 39,550 |
| 5     | Ukraine          | Oksana Skaldina        | 10,000 | 10,000 | 9,800  | 9,650  | 39,450 |
| 6     | Rumänien         | Irina Deleanu          | 9,800  | 9,800  | 9,700  | 9,800  | 39,100 |
| 7     | Polen            | Joanna Bodak           | 9,700  | 9,750  | 9,775  | 9,800  | 39,025 |
| 8     | Belarus          | Elena Schamatulskaja   | 9,725  | 9,725  | 9,800  | 9,700  | 38,950 |
| 8     | Bulgarien        | Dimitrinka Todorova    | 9,725  | 9,800  | 9,625  | 9,800  | 38,950 |
| 10    | Spanien          | Carmen Acedo           | 9,800  | 9,750  | 9,675  | 9,700  | 38,925 |
| 11    | Spanien          | Carolina Pascual       | 9,800  | 9,550  | 9,800  | 9,700  | 38,850 |
| 12    | Deutschland      | Christiane Klumpp      | 9,775  | 9,650  | 9,525  | 9,800  | 38,750 |
| 13    | Italien          | Irene Germini          | 9,775  | 9,675  | 9,725  | 9,550  | 38,725 |
| 14    | Polen            | Eliza Bialkowska       | 9,650  | 9,625  | 9,675  | 9,725  | 38,675 |
| 14    | Deutschland      | Magdalena Brzeska      | 9,575  | 9,650  | 9,650  | 9,800  | 38,675 |
| 14    | Russland         | Julia Rosliakowa       | 9,725  | 9,550  | 9,700  | 9,700  | 38,675 |
| 17    | Tschechoslowakei | Lenka Oulehlova        | 9,700  | 9,675  | 9,750  | 9,500  | 38,625 |
| 18    | Italien          | Samantha Ferrari       | 9,630  | 9,800  | 9,725  | 9,400  | 38,555 |
| 19    | Griechenland     | Maria Sansaridou       | 9,700  | 9,600  | 9,525  | 9,650  | 38,475 |
| 20    | Griechenland     | Areti Sinapidou        | 9,450  | 9,500  | 9,575  | 9,475  | 38,000 |
| 21    | Ungarn           | Andrea Szalay          | 9,450  | 9,425  | 9,500  | 9,400  | 37,775 |
| 22    | Ungarn           | Viktoria Frater        | 9,500  | 9,575  | 9,400  | 9,250  | 37,725 |
| 22    | Rumänien         | Ancuta Goia            | 9,350  | 9,475  | 9,500  | 9,400  | 37,725 |
| 24    | Tschechoslowakei | Jana Vesela            | 9,675  | 8,900  | 9,525  | 9,550  | 37,650 |
| 25    | Frankreich       | Celine Degrange        | 9,500  | 9,350  | 9,400  | 9,325  | 37,575 |
| 26    | Portugal         | Clara Picarra          | 9,400  | 9,425  | 9,200  | 9,450  | 37,475 |

#### Mannschaftswertung
| Platz | Land                   | Athletinnen                                             | Seil               | Reifen             | Ball               | Keulen             | Gesamt  |
| ----- | ---------------------- | ------------------------------------------------------- | ------------------ | ------------------ | ------------------ | ------------------ | ------- |
| 1     | Bulgarien              | Maria Petrova Dimitrinka Todorova Diana Popova          | 9,850 9,800 9,900  | 10,000 9,800       | 9,950 9,800 9,650  | 9,700 9,800 9,750  | 117,800 |
| 2     | Belarus                | Laryssa Lukjanenka Elena Schamatulskaja Tatjana Ogrisko | 10,000 9,450 9,400 | 9,800 9,700 9,450  | 9,900 9,800 9,400  | 10,000 9,700 9,450 | 115,950 |
| 3     | Spanien                | Carolina Pascual Carmen Acedo Casa de la Espinoza       | 9,750 9,500 9,550  | 9,725 9,600 9,700  | 9,800 9,700 9,600  | 9,700 9,750 9,500  | 115,875 |
| 3     | Russland               | Oksana Kostina Julia Rosliakowa Amina Saripowa          | 10,000 9,350 9,475 | 10,000 9,450       | 10,000 9,600 9,550 | 10,000 9,550 9,450 | 115,875 |
| 5     | Ukraine                | Alexandra Timotschenko Oksana Skaldina Viktoria Jani    | 9,800 10,000 9,150 | 9,800 10,000 9,350 | 10,000 9,600 8,700 | 10,000 9,800 9,400 | 115,600 |
| 6     | Italien                | Samantha Ferrari Irene Germini Vania Conte              | 9,600 9,700 9,500  | 9,800 9,550 9,500  | 9,750 9,600 9,450  | 9,500 9,700 9,550  | 115,200 |
| 7     | Deutschland            | Christiane Klumpp Michaela Ziegler Magdalena Brzeska    | 9,700 9,500 9,550  | 9,700 9,450 9,350  | 9,700 9,500        | 9,700 9,550 9,600  | 114,800 |
| 8     | Polen                  | Joanna Bodak Eliza Bialkowska Kararzyna Skorupinska     | 9,700 9,550 9,300  | 9,750 9,650 9,500  | 9,550 9,300        | 9,700 9,600 9,300  | 114,450 |
| 9     | Tschechoslowakei       | Lenka Oulehlova Jana Vesela Jana Srmakova               | 9,550 9,250        | 9,600 9,400 9,350  | 9,650 9,400 9,300  | 9,650 9,300        | 113,650 |
| 10    | Rumänien               | Irina Deleanu Ancuta Goia Alina Voinea                  | 9,700 9,400 9,000  | 9,700 9,400 9,250  | 9,700 9,350 9,200  | 9,800 9,250 9,100  | 112,850 |
| 11    | Ungarn                 | Viktoria Frater Andrea Szalay Eva Gyulai                | 9,450 9,400 9,000  | 9,500 9,350 9,250  | 9,500 9,300 9,150  | 9,000 9,400 9,000  | 111,300 |
| 12    | Griechenland           | Maria Sansaridou Areti Sinapidou Vagia Sioka            | 9,400 9,250 8,950  | 9,600 9,250 9,050  | 9,200 9,300 8,850  | 9,550 9,400 8,900  | 110,700 |
| 13    | Frankreich             | Celine Degrange Sarah Moreno Eva Serrano                | 9,250 9,300 8,900  | 9,150 9,350 9,100  | 9,400 9,300 8,900  | 9,300 9,150 9,100  | 110,200 |
| 14    | Finnland               | Hanna Laiho Tehri Ukkonen Mia Putkonen                  | 9,400 9,150 8,850  | 8,800 8,950 8,500  | 9,325 9,400 9,000  | 9,500 9,000 9,100  | 109,075 |
| 15    | Israel                 | Tali Kedoshim Rita Dobrinski Ady Gonen                  | 9,150 8,850 9,000  | 9,150 9,200 8,800  | 9,200 9,050 9,100  | 9,200 9,050        | 108,800 |
| 16    | Portugal               | Clara Picarra Sonia Bernardes Angela Lima               | 9,200 9,000 8,600  | 9,250 9,150 8,850  | 9,250 9,100 8,850  | 9,400 9,000 8,900  | 108,250 |
| 17    | Vereinigtes Königreich | Debbie Southwick Viva Seifert Alitia Sands              | 9,100 8,850 8,800  | 9,250 9,050 8,700  | 9,150 9,000 8,750  | 9,000 9,100 8,800  | 107,550 |
| 18    | Norwegen               | Kristine Ingvaldsen Stine Ostvold Marianne Myhrer       | 9,050 8,750 8,550  | 9,250 8,700 8,900  | 8,950 8,900        | 9,000 8,750 8,700  | 106,400 |
| 19    | Schweden               | Sofia Hedman Anna Johannesson Marlene Svensson          | 8,800 8,750 8,400  | 8,800 8,950 8,600  | 8,900 8,750 8,550  | 8,700 8,550        | 104,300 |
| 20    | Österreich             | Tanja Alge Ruth Schneeberger Sabine Michlfeit           | 9,000 8,500 8,100  | 8,800 8,950 8,450  | 8,950 8,600 8,700  | 9,050 8,850 8,150  | 104,100 |
| 21    | Slowenien              | Monika Podpecan Mojca Znidaric Zala Zaletel             | 8,850 8,600 8,700  | 8,950 8,550 8,000  | 8,950 8,500 8,350  | 8,850 8,700 8,450  | 103,450 |

### Gerätefinals
Die Turnerinnen absolvierten einen Finaldurchgang, die Note des Vorkampfes im Einzelmehrkampf fand keine Berücksichtigung.
| Platz | Land      | Athletin               | Punkte |
| ----- | --------- | ---------------------- | ------ |
| 1     | Ukraine   | Oksana Skaldina        | 10,000 |
| 2     | Ukraine   | Alexandra Timotschenko | 9,875  |
| 3     | Bulgarien | Maria Petrova          | 9,800  |
| 4     | Spanien   | Carolina Pascual       | 9,775  |
| 5     | Russland  | Oksana Kostina         | 9,725  |
| 6     | Rumänien  | Irina Deleanu          | 9,700  |
| 6     | Belarus   | Laryssa Lukjanenka     | 9,700  |
| 8     | Bulgarien | Diana Popova           | 9,675  |

Da pro Nation nur zwei Starterinnen pro Finale erlaubt waren, musste die Bulgarin Dimitrinka Todorova auf den Start verzichten. Für sie rückte Carolina Pascual (ESP) nach.
| Platz | Land      | Athletin               | Gesamt |
| ----- | --------- | ---------------------- | ------ |
| 1     | Russland  | Oksana Kostina         | 10,000 |
| 1     | Belarus   | Laryssa Lukjanenka     | 10,000 |
| 1     | Ukraine   | Oksana Skaldina        | 10,000 |
| 1     | Ukraine   | Alexandra Timotschenko | 10,000 |
| 5     | Bulgarien | Maria Petrova          | 9,800  |
| 6     | Bulgarien | Dimitrinka Todorova    | 9,775  |
| 7     | Polen     | Joanna Bodak           | 9,750  |
| 8     | Italien   | Samantha Ferrari       | 9,725  |

Erstmals wurden in einem Gerätefinale vier Europameisterinnen gekürt, die zudem alle die Bestnote 10,000 erreichten.

Da pro Nation nur zwei Starterinnen pro Finale erlaubt waren, musste die Bulgarin Diana Popova auf den Start verzichten. Für sie rückte Joanna Bodak (POL) nach.
| Platz | Land      | Athletin               | Gesamt |
| ----- | --------- | ---------------------- | ------ |
| 1     | Russland  | Oksana Kostina         | 10,000 |
| 1     | Ukraine   | Alexandra Timotschenko | 10,000 |
| 3     | Belarus   | Laryssa Lukjanenka     | 9,800  |
| 3     | Bulgarien | Dimitrinka Todorova    | 9,800  |
| 5     | Italien   | Samantha Ferrari       | 9,750  |
| 6     | Bulgarien | Maria Petrova          | 9,700  |
| 6     | Belarus   | Elena Schamatulskaja   | 9,700  |
| 8     | Spanien   | Carolina Pascual       | 9,500  |

| Platz | Land      | Athletin               | Gesamt |
| ----- | --------- | ---------------------- | ------ |
| 1     | Russland  | Oksana Kostina         | 10,000 |
| 1     | Ukraine   | Oksana Skaldina        | 10,000 |
| 1     | Ukraine   | Alexandra Timotschenko | 10,000 |
| 4     | Rumänien  | Irina Deleanu          | 9,800  |
| 4     | Bulgarien | Dimitrinka Todorova    | 9,800  |
| 6     | Bulgarien | Diana Popova           | 9,775  |
| 7     | Spanien   | Carmen Acedo           | 9,700  |
| 7     | Belarus   | Laryssa Lukjanenka     | 9,700  |

### Gruppe
Der Teamwettbewerb bestand diesmal aus drei Disziplinen. Zuerst wurde der Gruppenmehrkampf absolviert, bei denen pro Mannschaft zwei Gruppen antraten. Eine Gruppe turnte mit sechs Keulen, die andere mit drei Seilen und drei Bällen. Die Resultate ergaben zusammenaddiert das Ergebnis des Mehrkampfes. Zusätzlich wurden in den beiden Teildisziplinen eigene Finals geturnt, wobei die jeweils acht besten Mannschaften der Teildisziplin (in der Mehrkampftabelle kursiv hinterlegt) nochmals antraten. Die im Mehrkampf erzielte Note wurde dabei als Vornote hinzuaddiert.

#### Mehrkampf
| Platz | Land         | 3 Seile 3 Bälle | 6 Bänder | Gesamt |
| ----- | ------------ | --------------- | -------- | ------ |
| 1     | Russland     | 19,450          | 19,600   | 39,050 |
| 1     | Spanien      | 19,500          | 19,550   | 39,050 |
| 3     | Ungarn       | 19,200          | 19,050   | 38,250 |
| 4     | Griechenland | 19,150          | 19,050   | 38,200 |
| 5     | Ukraine      | 19,225          | 18,900   | 38,125 |
| 6     | Italien      | 19,200          | 18,900   | 38,100 |
| 7     | Bulgarien    | 18,450          | 19,450   | 37,900 |
| 8     | Deutschland  | 18,700          | 19,100   | 37,800 |
| 9     | Frankreich   | 18,900          | 18,550   | 37,450 |
| 10    | Estland      | 18,750          | 18,650   | 37,400 |
| 11    | Finnland     | 18,900          | 18,400   | 37,300 |
| 12    | Slowenien    | 18,600          | 18,300   | 36,900 |
| 13    | Österreich   | 18,600          | 18,050   | 36,650 |
| 13    | Lettland     | 18,450          | 18,200   | 36,650 |
| 15    | Niederlande  | 18,500          | 18,100   | 36,600 |
| 16    | Litauen      | 17,350          | 18,800   | 36,150 |

#### 3 Seile/3 Bälle
| Platz | Land         | Mehrkampf | Finalpunkte | Gesamt |
| ----- | ------------ | --------- | ----------- | ------ |
| 1     | Spanien      | 19,500    | 19,700      | 39,200 |
| 2     | Russland     | 19,450    | 19,700      | 39,150 |
| 3     | Ukraine      | 19,225    | 19,400      | 38,625 |
| 4     | Italien      | 19,200    | 19,400      | 38,600 |
| 5     | Griechenland | 19,150    | 19,400      | 38,550 |
| 6     | Ungarn       | 19,200    | 19,300      | 38,500 |
| 7     | Frankreich   | 18,900    | 19,350      | 38,250 |
| 8     | Finnland     | 18,900    | 18,900      | 37,800 |

#### 6 Bänder
| Platz | Land         | Mehrkampf | Finalpunkte | Gesamt |
| ----- | ------------ | --------- | ----------- | ------ |
| 1     | Russland     | 19,600    | 19,600      | 39,200 |
| 2     | Bulgarien    | 19,450    | 19,600      | 39,050 |
| 3     | Spanien      | 19,550    | 19,400      | 38,950 |
| 4     | Deutschland  | 19,100    | 19,450      | 38,550 |
| 5     | Griechenland | 19,050    | 19,300      | 38,350 |
| 5     | Ungarn       | 19,050    | 19,300      | 38,350 |
| 7     | Italien      | 18,900    | 19,300      | 38,200 |
| 8     | Ukraine      | 18,900    | 19,200      | 38,100 |

## Medaillenspiegel
| Medaillenspiegel |           |      |        |        |        |
| Platz            | Land      | Gold | Silber | Bronze | Gesamt |
| 1                | Ukraine   | 6    | 2      | 1      | 9      |
| 2                | Russland  | 5    | 1      | 2      | 8      |
| 3                | Bulgarien | 2    | 1      | 2      | 5      |
| 4                | Spanien   | 2    | 0      | 2      | 4      |
| 5                | Belarus   | 1    | 1      | 1      | 3      |
| 6                | Ungarn    | 0    | 0      | 1      | 1      |